# Canton de Chalon-sur-Saône-3
Le canton de Chalon-sur-Saône-3 est une circonscription électorale française du département de Saône-et-Loire.

## Histoire
Un nouveau découpage territorial de Saône-et-Loire entre en vigueur à l'occasion des élections départementales de 2015. Il est défini par le décret du 18 février 2014, en application des lois du 17 mai 2013 (loi organique 2013-402 et loi 2013-403). Les conseillers départementaux sont, à compter de ces élections, élus au scrutin majoritaire binominal mixte. Les électeurs de chaque canton élisent au Conseil départemental, nouvelle appellation du Conseil général, deux membres de sexe différent, qui se présentent en binôme de candidats. Les conseillers départementaux sont élus pour 6 ans au scrutin binominal majoritaire à deux tours, l'accès au second tour nécessitant 12,5 % des inscrits au 1er tour. En outre la totalité des conseillers départementaux est renouvelée. Ce nouveau mode de scrutin nécessite un redécoupage des cantons dont le nombre est divisé par deux avec arrondi à l'unité impaire supérieure si ce nombre n'est pas entier impair, assorti de conditions de seuils minimaux. Dans la Saône-et-Loire, le nombre de cantons passe ainsi de 57 à 29.
Le canton de Chalon-sur-Saône-3 est formé de la commune de Châtenoy-le-Royal, issue de l'ancien canton de Chalon-sur-Saône-Ouest et d'une fraction de la commune de Chalon-sur-Saône. Il est entièrement inclus dans l'arrondissement de Chalon-sur-Saône. Le bureau centralisateur est situé à Chalon-sur-Saône.

## Représentation
| Période élective | Période élective | Mandat | Mandat   | Identité           | Nuance | Nuance | Qualité |
| ---------------- | ---------------- | ------ | -------- | ------------------ | ------ | ------ | --- |
| 2015             | 2021             | 2015   | 2021     | Vincent Bergeret   |        | LR     | Responsable commercial Maire de Châtenoy-le-Royal depuis 2017 |
| 2015             | 2021             | 2015   | 2021     | Isabelle Dechaume  |        | UDI    | Juriste, Première adjointe au maire de Chalon-sur-Saône jusqu'en 2020 Conseillère municipale (opposition) depuis 2020 4e Vice-présidente - Insertion sociale et professionnelle, Emploi et Formation |
| 2021             | 2028             | 2021   | en cours | Vincent Bergeret   |        | LR     | Conseiller sortant |
| 2021             | 2028             | 2021   | en cours | Françoise Vaillant |        | DVD    | Conseillère municipale de Chalon-sur-Saône |

### Résultats détaillés

#### Élections de mars 2015
À l'issue du 1er tour des élections départementales de 2015, deux binômes sont en ballottage : Vincent Bergeret et Isabelle Dechaume (Union de la Droite, 35,06 %) et Nathalie Leblanc et Pascal Legoux (PS, 34,09 %). Le taux de participation est de 44,86 % (5 680 votants sur 12 663 inscrits) contre 50,75 % au niveau départemental et 50,17 % au niveau national.
Au second tour, Vincent Bergeret et Isabelle Dechaume (Union de la Droite) sont élus avec 53,42 % des suffrages exprimés et un taux de participation de 44,23 % (2 727 voix pour 5 601 votants et 12 663 inscrits).

#### Élections de juin 2021
Le premier tour des élections départementales de 2021 est marqué par un très faible taux de participation (33,26 % au niveau national). Dans le canton de Chalon-sur-Saône-3, ce taux de participation est de 29,25 % (3 536 votants sur 12 090 inscrits) contre 32,7 % au niveau départemental. À l'issue de ce premier tour, deux binômes sont en ballottage : Vincent Bergeret et Françoise Vaillant (DVD, 50,31 %) et Francine Chopard et Christophe Regard (DVG, 20,33 %).
Le second tour des élections est marqué une nouvelle fois par une abstention massive équivalente au premier tour. Les taux de participation sont de 34,36 % au niveau national, 33,9 % dans le département et 31,7 % dans le canton de Chalon-sur-Saône-3. Vincent Bergeret et Françoise Vaillant (DVD) sont élus avec 64,96 % des suffrages exprimés (2 321 voix pour 3 831 votants et 12 087 inscrits),,.

## Composition
| Nom                                      | Code Insee | Intercommunalité   | Superficie (km2) | Population (dernière pop. légale)                | Densité (hab./km2) | Modifier                                    |
| ---------------------------------------- | ---------- | ------------------ | ---------------- | ------------------------------------------------ | ------------------ | ------------------------------------------- |
| Chalon-sur-Saône (bureau centralisateur) | 71076      | CA Le Grand Chalon | 15,22            | Fraction : 12 483 (2022) Commune : 44 592 (2022) | 2 930              | modifier les données · modifier les données |
| Châtenoy-le-Royal                        | 71118      | CA Le Grand Chalon | 12,55            | 6 205 (2022)                                     | 494                | modifier les données · modifier les données |
| Canton de Chalon-sur-Saône-3             | 7107       |                    |                  | 18 688 (2022)                                    |                    | modifier les données                        |

Le canton de Chalon-sur-Saône-3 comprend :
1. une commune entière,
2. la partie de la commune de Chalon-sur-Saône non incluse dans les cantons de Chalon-sur-Saône-1 et de Chalon-sur-Saône 2.

## Démographie
En 2022, le canton comptait 18 688 habitants, en évolution de −6,66 % par rapport à 2016 (Saône-et-Loire : −1,06 %, France hors Mayotte : +2,11 %).
| 2013   | 2018   | 2022   |
| ------ | ------ | ------ |
| 19 395 | 19 124 | 18 688 |